# Elisa Volpatto
Elisa Volpatto (Nova Prata, 2 de dezembro de 1986) é uma atriz brasileira.

## Biografia
Elisa Volpatto é filha de Neri Volpatto e Sirlei Ana Martini Volpatto. Formada em Artes Cênicas pela Universidade Federal do Rio Grande do Sul, realizou seu primeiro trabalho de vídeo na RBS TV (afiliada da Rede Globo no Rio Grande do Sul) em 2006, com a minissérie A Ferro e Fogo - Tempo de Solidão. Neste mesmo ano concluiu o curso de formação de atores do Teatro Escola de Porto Alegre (TEPA). Em 2007 atuou no curta-metragem Rummikub, da Casa de Cinema de Porto Alegre, com direção de Jorge Furtado. 
Em 2008 estreou sua primeira peça profissional, A Megera Domada, de William Shakespeare, dirigida por Patrícia Fagundes. Neste mesmo ano participou do curta-metragem Um Animal Menor, com o qual obteria o Kikito de melhor atriz em curtas brasileiros no Festival de Cinema de Gramado, em agosto de 2010. Em 2009 estreou a peça Desvario, dirigida por Tainah Dadda, com a qual obteria o Prêmio Açorianos de Teatro de melhor atriz coadjuvante em março de 2010. Em 2010 foi a protagonista da série Mulher de Fases, da HBO Brasil. Por este trabalho recebeu o prêmio APCA de Atriz Revelação do Ano. Reside em São Paulo há 7 anos onde já fez parte da Cia Club Noir, atuando nas peças Depressões e Bruxas ambas sob a direção de Juliana Galdino. Em 2012 realizou o “Winter Intensive Course” no The Lee Strasberg Theater and Film Institute, em Nova York.  Em 2013 participou do 5º episódio da série Latitudes, com Alice Braga e Daniel de Oliveira, dirigida por Felipe Braga. No mesmo ano participou da série Doce de Mãe, da Rede Globo, interpretando a neta de Fernanda Montenegro. A série teve direção de Jorge Furtado e Ana Luiza Azevedo.
É propositora do VULCÃO [criação e pesquisa cênica] em conjunto com o ator e produtor Paulo Salvetti, a atriz e preparadora corporal Livia Vilela, a atriz e diretora Vanessa Bruno e a atriz e diretora Rita Grillo. Em 2016 estreou o espetáculo solo do VULCÃO Pulso - a partir da vida e da obra de Sylvia Plath, trabalho inspirado na poetisa norte-americana dos anos 50, dirigido por Vanessa Bruno, com assistência de direção e preparação corporal de Livia Vilela. Em 2019, protagoniza o terceiro episódio da série do GNT, Vitimas Digitais, que aborda o universo da violência online. e assina com a Netflix para atuar na série policial Bom Dia, Verônica.

## Filmografia

### Televisão
| Ano  | Título                           | Personagem                    | Notas                                    |
| ---- | -------------------------------- | ----------------------------- | ---------------------------------------- |
| 2006 | Quintana Anjo Poeta              | Esqueleto                     | Episódio: "Porto Alegre de Quintana"     |
| 2006 | A Ferro e Fogo: Tempo de Solidão | Sofia                         |                                          |
| 2007 | Histórias Curtas                 | Garota                        | Episódio: "O Desvio"                     |
| 2009 | 4 Destinos                       | Antônia                       |                                          |
| 2009 | Bolota & Chumbrega               | Ana (voz)                     | Especial                                 |
| 2010 | Mulher de Fases                  | Maria da Graça Santos (Graça) |                                          |
| 2012 | Doce de Mãe                      | Carolina de Souza             | Especial de fim de ano                   |
| 2013 | Surtadas na Yoga                 | Vera                          | Episódio: "Surtada 2.0"                  |
| 2013 | Latitudes                        | Aline                         | Episódio: "5"                            |
| 2014 | Doce de Mãe                      | Carolina de Souza             |                                          |
| 2016 | Lili, a Ex                       | Cristina                      | Episódios: "Chá de Bebê" e "A Reginalda" |
| 2017 | Prata da Casa                    | Tatiana Ribeiro               |                                          |
| 2018 | Assédio                          | Mira Simões                   |                                          |
| 2019 | Vítimas Digitais                 | Tuca                          | Episódio: "Tuca"                         |
| 2020 | Bom Dia, Verônica                | Anita Berlinger               |                                          |
| 2021 | Aruanas                          | Ivona                         |                                          |

### Cinema
| Ano  | Título                    | Personagem          | Notas          |
| ---- | ------------------------- | ------------------- | -------------- |
| 2007 | Rummikub                  | Tereza              | Curta-metragem |
| 2008 | Um Animal Menor           | Paula               | Curta-metragem |
| 2008 | O Rosto Que Sorri         | Ela                 | Curta-metragem |
| 2010 | Menos que Nada            | Ursula              |                |
| 2011 | O Tempo e o Vento         | Alice Terra Cambará |                |
| 2012 | O Gorila                  | Tenente Danniels    |                |
| 2014 | Latitudes                 | Aline               |                |
| 2014 | O Mercado de Notícias     | Pecúnia             | Documentário   |
| 2015 | Real Beleza               | Modelo              |                |
| 2018 | Daiyun                    | Mãe                 | Curta-metragem |
| 2020 | Depois de Ser Cinza       | Isabel              |                |
| 2023 | Uma Carta para Papai Noel | Léia                |                |

## Teatro
| Ano  | Título                                             | Personagem       |
| ---- | -------------------------------------------------- | ---------------- |
| 2007 | O Balcão                                           | Madame Irma      |
| 2008 | A Megera Domada                                    | Bianca           |
| 2008 | Sonho de Uma Noite de Verão                        | Helena           |
| 2009 | Desvario                                           | Roberta          |
| 2009 | O País de Helena                                   | Helena           |
| 2011 | Bruxas                                             | Abigail Williams |
| 2011 | Depressões                                         |                  |
| 2014 | Brincar de Pensar                                  | Maria-Mole       |
| 2016 | Pulso - a Partir da Vida e da Obra de Sylvia Plath | Sylvia Plath     |

## Prêmios e nomeações
| Ano  | Prêmio                               | Categoria                             | Trabalho            | Resultado |
| ---- | ------------------------------------ | ------------------------------------- | ------------------- | --------- |
| 2010 | Festival de Cinema de Gramado        | Kikito Melhor Atriz de Curta-metragem | Um Animal Menor     | Venceu    |
| 2010 | Comunicurta                          | Melhor Atriz                          | Um Animal Menor     | Venceu    |
| 2010 | Prêmio Açorianos                     | Melhor Atriz Coadjuvante              | Desvario            | Venceu    |
| 2011 | Troféu APCA                          | Atriz Revelação Televisão             | Mulher de Fases     | Venceu    |
| 2012 | Festival de Televisão de Monte Carlo | Melhor Atriz Comédia                  | Mulher de Fases     | Indicado  |
| 2024 | Festival Sesc Melhores Filmes        | Melhor Atriz Nacional                 | Depois de Ser Cinza | Pendente  |